# FC Botoșani
Fotbal Club Botoșani – rumuński klub piłkarski mający siedzibę w mieście Botoszany w północno-wschodniej części kraju.

## Historia
Klub został założony w 2001 roku. Miejscowy adwokat Ioan Sălavăstru jeszcze w 1999 przejął klub Flăcării Flămânzi, który w sezonie 2000/01 połączył z FCM Dorohoi. W 2001 roku przeniósł swój klub do rodzimego miasta. W sezonie 2001/02 debiutował w Serii I trzeciej ligi, w której zajął 2. miejsce. W następnym sezonie uplasował się na szóstej pozycji, a w sezonie 2003/04 zajął pierwsze miejsce i awansował do drugiej ligi. W pierwszym sezonie w Serii I Ligi II zajął 9. miejsce. W 2005 roku właścicielem klubu został Valeriu Iftime. Po dziewięciu latach pobytu w drugiej lidze klub w sezonie 2012/13 zajął pierwsze miejsce w Serii I i po raz pierwszy uzyskał awans do pierwszej ligi.
W sezonie 2015/2016 klub, mimo zajęcia 8. miejsca w lidze, uzyskał prawo gry w I rundzie kwalifikacyjnej Ligi Europy. Spowodowane jest to tym, że drużyny z miejsc 3.–7. (z wyjątkiem czwartej Astry Giurgiu) nie są uprawnione do gry – trzy z powodu niewypłacalności, a jedna (CSU Krajowa) ze względu na zbyt krótki czas istnienia. W pierwszej rundzie eliminacji LE rumuński zespół trafił na Spartaki Cchinwali. W pierwszym meczu w Rumunii padł remis 1:1, natomiast w rewanżu w Gruzji Botoṣani pokonało rywala 3:1 i awansowało do drugiej rundy, w której zmierzył się z Legią Warszawa. Po porażkach 0:1 na wyjeździe i 0:3 na własnym stadionie rumuński zespół odpadł z rywalizacji.

## Sukcesy
Stan na 18 kwietnia 2018.
- Mistrzostwa Rumunii:
  - 8. miejsce (2x): 2013/2014, 2014/2015
- Puchar Rumunii:
  - 1/8 finału (2x): 2008/2009[21], 2012/2013[22]
- Mistrzostwo II Ligi (1x): 2012/2013[22]
- Mistrzostwo Divizii C (Seria 1) (1x): 2003/2004

## Europejskie puchary
Legenda do wszystkich tabel:
- Q – runda eliminacyjna, 1/16, 1/8, 1/4, 1/2 – odpowiednia faza rozgrywek, Grupa – runda grupowa, 1r gr – pierwsza runda grupowa, 2r gr – druga runda grupowa, F – finał, R – runda, PO – play-off
- k. – rzuty karne, los. – losowanie, Dogr. – dogrywka, w. – zasada bramek strzelonych na wyjeździe

| Sezon   | Rozgrywki   | Runda | Przeciwnik        | Dom     | Wyjazd  | Ogólnie |
| ------- | ----------- | ----- | ----------------- | ------- | ------- | ------- |
| 2015/16 | Liga Europy | 1Q    | FC Cchinwali      | 1–1     | 3–1     | 4–2     |
| 2015/16 | Liga Europy | 2Q    | Legia Warszawa    | 0–3     | 0–1     | 0–4     |
| 2020/21 | Liga Europy | 1Q    | Ordabasy Szymkent | 2–1 (W) | 2–1 (W) | 2–1 (W) |
| 2020/21 | Liga Europy | 2Q    | Shkëndija Tetowo  | 0–1 (D) | 0–1 (D) | 0–1 (D) |

## Skład na sezon 2022/2023
| Nr | Poz. | Piłkarz                             |
| -- | ---- | ----------------------------------- |
| 1  | BR   | Eduard Pap                          |
| 2  | OB   | Shaquill Sno                        |
| 3  | OB   | Adrian Moescu                       |
| 6  | PO   | Victor Dican                        |
| 7  | PO   | Petar Petkovski                     |
| 8  | PO   | Marian Obedeanu                     |
| 9  | PO   | Mateus Santos                       |
| 10 | PO   | Andrei Tîrcoveanu                   |
| 11 | PO   | Mihai Roman                         |
| 14 | BR   | Sergej Grubač                       |
| 16 | PO   | Elad Shahaf                         |
| 17 | NA   | Sekou Camara                        |
| 18 | PO   | Ovidiu Perianu (wypożyczony z FCSB) |
| 19 | OB   | Andrei Patache                      |

| Nr | Poz. | Piłkarz               |
| -- | ---- | --------------------- |
| 20 | NA   | Mihai Roman           |
| 21 | OB   | Kévin Boli            |
| 22 | PO   | Franco Mussis         |
| 23 | BR   | Șerban Tomache        |
| 24 | PO   | Sebastian Mailat      |
| 25 | PO   | Yacouba Sylla         |
| 27 | PO   | Eduard Florescu       |
| 30 | OB   | Alexandru Țigănașu    |
| 32 | PO   | Alin Șeroni (kapitan) |
| 33 | PO   | Eugen David           |
| 73 | PO   | Bogdan Filip          |
| 77 | OB   | Andrei Dragu          |
| 82 | BR   | Andrei Ureche         |
| 98 | NA   | Terrence Tisdell      |
|    | PO   | Jonathan Varane       |

## Stadion
Klub rozgrywa swoje mecze domowe na Stadionul Municipal w Botoszanach, który może pomieścić 10600 widzów.